# Глинка, Дмитрий Фёдорович
Дмитрий Фёдорович Глинка (1749 — 20 января 1808) — сенатор, тайный советник.

## Биография
Происходил из дворян Смоленской губернии.
26 апреля 1762 г. поступил в сухопутный шляхетный кадетский корпус, в октябре 1765 г. выпущен в Воронежский мушкетёрский полк поручиком. В 1767—1769 гг. принимал участие в военных действиях в Польше. 8 сентября 1769 г. произведён в капитаны.
В 1770 г. участвовал в Турецкой войне — в сражениях при Кагуле и Исакче. 24 ноября 1770 года произведён в секунд-майоры. В 1773 г. совершил поход за Дунай. 28 июня 1777 г. произведён в премьер-майоры. 18 сентября 1778 г. уволен с военной службы по болезни с производством в подполковники.
В 1779—1780 гг. — прокурор Санкт-Петербургской губернской канцелярии.
27 марта 1780 г. назначен помощником директора Санкт-Петербургской экономии; 24 ноября 1783 г. произведён в коллежские советники. С 1788 г. советник счётной экспедиции Санкт-Петербургской казённой палаты. 2 сентября 1793 г. произведён в статские советники; в том же году 27 сентября исключён со службы за несвоевременную явку из отпуска.
3 сентября 1795 г. вновь принят на службу, назначен поручиком правителя (вице-губернатором) Вознесенского наместничества. 5 апреля 1797 г. произведён в действительные статские советники. С 30 мая 1797 года — вице-губернатор в Эстляндской губернии.
С 31 августа 1797 г. — Архангельский губернатор; отставлен от службы 31 декабря того же года вследствие жалобы госпожи Шпренг, взыскивавшей с него по векселю 300 рублей.
С 5 апреля 1798 г. — Новгородский губернатор,с 22 декабря того же года — губернатор в Петербургской губернии. Будучи в этой должности, награждён орденом святой Анны 1-й степени. При ревизии Петербургских присутственных мест сенаторы Тарбеев и Камынин нашли «разные упущения в делах, медленность в решении оных и собственную его непопечительность и нерадение к должности», в связи с чем Д. Глинка Высочайшим указом 2 марта 1800 г. был исключён со службы и лишён ордена св. Анны. При последующем рассмотрении дела в общем собрании Сената он был признан невиновным — ревизовавший сенатор Тарбеев получил Высочайший выговор, Д. Глинка 17 марта 1800 г. произведён в тайные советники и назначен сенатором. 19 марта ему был возвращён орден св. Анны, 14 июля — пожалованы 5000 десятин в Саратовской губернии. Присутствовал в Межевом департаменте Сената, с 1805 г. — в 4-м апелляционном департаменте.

### Семья
Отец — Фёдор Даниилович Глинка (ок. 1728 — после 1759).
Д. Ф. Глинка был женат, детей не имел.

## Награды
- орден Святого Владимира 4 степени
- орден Святой Анны 1 степени.